# Azzeddine Hissa
Azzedine Hissa (né le 2 décembre 1982) est un footballeur marocain qui évolue comme défenseur central au Hassania d'Agadir. Il est considéré comme l'un des meilleurs défenseurs du championnat marocain et a été convoqué pour la première fois en sélection nationale en mai 2008.

## Carrière
- 2001-2014 :  HUS Agadir
- 2014-2015 :  DH El Jadida

## Palmarès
- 2002 : Champion du Maroc
- 2003 : Champion du Maroc
- 2006 : Finaliste de la Coupe du Trône